# Walter Volkmann
Franz Hermann Walter Volkmann (* 1. Januar 1857 in Stettin; † 13. Juli 1909 in Breslau) war ein deutscher Klassischer Philologe und Gymnasiallehrer.

## Leben
Walter Volkmann war der Sohn des Klassischen Philologen und Gymnasiallehrers Richard Volkmann (1832–1892), der als Gymnasiallehrer in Stettin (1855–1860) und Pyritz (1860–1865) unterrichtete und 1865 zum Direktor des Gymnasiums in Jauer berufen wurde. Diese Schule besuchte auch Walter Volkmann. Nach der Reifeprüfung (15. Februar 1876) studierte er an der Universität Halle Klassische Philologie, Deutsch und Mathematik. Am 18. August 1879 wurde er mit einer Dissertation über den äolischen Dialekt des Griechischen zum Dr. phil. promoviert. Am 19. Juli 1880 bestand er die Lehramtsprüfung in den Fächern Latein, Griechisch, Deutsch und Mathematik.
Nach dem Studium trat Volkmann in den preußischen Schuldienst ein. Er absolvierte das Probejahr am Gymnasium in Ratibor. Zum 1. April 1881 erhielt er eine Festanstellung am Maria-Magdalenen-Gymnasium in Breslau, wo er bis an sein Lebensende tätig war. 1892 wurde er zum Oberlehrer und am 24. Juni 1899 zum Gymnasialprofessor ernannt. Daneben war er ab 1. Oktober 1894 außerordentliches Mitglied der Prüfungskommission für Einjährig-Freiwillige im Regierungsbezirk Breslau und ab dem 1. Mai 1903 Assistent am Philologischen Seminar der Universität Breslau. Als Assistent gab er lateinische und griechische Übersetzungsübungen für Anfänger und verwaltete die Bibliothek des Seminars.
Neben seiner vielfachen pädagogischen Tätigkeit fand Volkmann die Zeit für wissenschaftliche Studien. Er beschäftigte sich mit verschiedenen Themen von der antiken bis zur neuzeitlichen Literatur und verfasste Abhandlungen zum griechischen Doxographen Diogenes Laertios, zum Religionsphilosophen Uriel Acosta, zur augusteischen Dichtung (Vergil, Horaz und Ovid) und zu Cicero.

## Schriften (Auswahl)
- Quaestionum de dialecto Aeolica capita duo. Halle 1879 (Dissertation)
- Quaestionum de Diogene Laertio caput I. De Diogene et Suida. Breslau 1890 (Schulprogramm)
- Quaestionum de Diogene Laertio cap. II. Miscellanea. Breslau 1895 (Schulprogramm)
- Beiträge zur Erläuterung von Immermanns Münchhausen. Breslau 1897 (Schulprogramm)
- Eine Anmerkung zur Technik des Ovid. Breslau 1901 (Schulprogramm)
- Die Nekyia im sechsten Buche der Aeneide Vergils. Breslau 1902 (Schulprogramm)
- Untersuchungen zu Schriftstellern des klassischen Altertums. I. Teil: Untersuchungen zu Vergil, Horaz und Cicero. Breslau 1906 (Schulprogramm)